# Antonio Crast
Antonio Crast (Parenzo, 5 luglio 1911 – Roma, 28 marzo 1984) è stato un attore italiano.

## Biografia
Secondogenito di un ufficiale istriano dell'esercito austriaco, Bartolomeo Crast, e Maria Gramenuda, nato a Parenzo e cresciuto a Pola, da giovane si appassiona al teatro amatoriale. Dal 1932 entra nel mondo del teatro professionale, prima con Ermete Zacconi, poi con Alessandro Moissi. Nel 1936 si stabilisce a Roma e si iscrive alla neocostituita Accademia d'arte drammatica. Nel 1937 partecipa, con gli altri allievi dell'Accademia, alla rappresentazione di Mistero della Natività, Passione e Resurrezione di Nostro Signore Gesù Cristo, nella parte del protagonista; testo del Direttore dell'Accademia Silvio D'Amico e regia di Tatiana Pavlova, titolare della cattedra di regia dell'Accademia.
Nel corso del 1939 Silvio D'Amico propone al Ministro della cultura Alessandro Pavolini la formazione della Compagnia dell'Accademia con la partecipazione degli allievi diplomati negli anni 1938 e 1939, tra i quali anche Antonio Crast: direttore artistico per la stagione 1939-40 Silvio D'Amico, per la stagione 1940-41 Corrado Pavolini. Nella stagione 1941-42 segue Pavolini nella Compagnia Adani-Scelzo-Sabbatini. Nel 1943 viene scritturato dalla Compagnia del Teatro Eliseo con Sarah Ferrati prima attrice.
Nel secondo dopoguerra viene chiamato dal regista Alessandro Blasetti per il ruolo da protagonista ne La foresta pietrificata di Robert Sherwood insieme ad Anna Proclemer e al Piccolo Teatro di Milano, sotto la direzione di Giorgio Strehler, per Il mago dei prodigi di Pedro Calderón de la Barca (1947) e Riccardo II di William Shakespeare (1948). Il 2-4-5 settembre 1948 partecipa all'Edipo re, regista Guido Salvini, in occasione della riapertura del Teatro Olimpico di Vicenza dopo una pausa di otto anni dovuta al secondo conflitto mondiale. 
Nel 1948 Antonio Crast, con altri ex allievi dell'Accademia, partecipa alla costituzione del Piccolo Teatro della Città di Roma, voluto da Silvio D'Amico e Orazio Costa. Il debutto avviene il 4 gennaio 1949 con I giorni della vita di William Saroyan.
si distinse per la sua eccezionale interpretazione di Pantalone nella Famiglia dell'antiquario di Goldoni, personaggio di cui aveva già avuto occasione di vestire i panni al tempo dell'Accademia. Si mise ancora più in evidenza nella parte del Don Giovanni di Molière e come Edipo e Macbeth nelle rispettive tragedie shakespeariane. Fu chiamato anche al Piccolo Teatro di Milano da Strehler e più tardi a quello di Napoli. Conosciuto in Italia e all'estero, comparve anche sullo schermo in diverse pellicole, si cita qui Avanti a lui tremava tutta Roma, con Anna Magnani. Ammirato per la sua dizione perfetta dalla voce calda e per le sue profonde interpretazioni.
Gli ultimi anni li dedicherà all'insegnamento di teatro nella sua casa di via San Francesco a Ripa, Trastevere, con allievi di prestigio, tra cui Lino Capolicchio.
Ormai anziano e stanco si tenne lontano dalla mondanità e dai riflettori, non amava la pubblicità di sé.
Il 28 marzo 1984 muore per un improvviso arresto cardiaco.

## Teatrografia parziale
- L'imbecille, di Luigi Pirandello, regia di Massimo Taricco, Roma, Teatro Valle, 12 aprile 1937. (saggio del II anno)
- Mistero della Natività, Passione e Resurrezione di Nostro Signore Gesù Cristo, di Silvio D'Amico, regia di Tatiana Pavlova, Padova, Piazzetta San Nicolò, 19 giugno 1937
- Re Cervo, dalla fiaba di Carlo Gozzi, regia di Alessandro Brissoni, Roma, Studio Eleonora Duse, 10 maggio 1938. (saggio di regia)
- Il dramma di Margherita, da Faust di Wolfgang Goethe, regia di Wanda Fabro, Milano, Teatro Filodrammatici, 8 febbraio 1939
- Questa sera si recita a soggetto, di Luigi Pirandello, regia di Ettore Giannini, Roma, Teatro Valle, 5 aprile 1939
- Il bosco di Lob, di J. M. Barrie, regia di Alessandro Brissoni, Castello di Asolo, 26 agosto 1939
- Molto rumore per nulla, di William Shakespeare, regia di Alessandro Brissoni, Roma, Teatro Quirino, 15 dicembre 1939
- Mistero della Natività, Passione e Resurrezione di Nostro Signore Gesù Cristo, di Silvio D'Amico, regia di Orazio Costa, Roma, Teatro Quirino, 26 dicembre 1939
- Il cacciatore di anitre, di Ugo Betti, regia di Orazio Costa, Milano, Teatro Manzoni, 24 gennaio 1940
- Battaglione allievi, di Siro Angeli, regia di Alessandro Brissoni, Roma, Teatro Quirino, 26 marzo 1940
- La commedia dell'amore, di Henrik Ibsen, regia di Corrado Pavolini, Milano, Teatro Nuovo, 8 ottobre 1940
- Arrivi e partenze, tre atti unici di Thornton Wilder, regia di Alessandro Brissoni, Milano, Teatro Nuovo, 15 ottobre 1940
- Le donne curiose, di Carlo Goldoni, regia di Renato Simoni, Torino, Teatro Alfieri, 3 novembre 1940
- Tre sorelle, di Anton Čechov, regia di Wanda Fabro, Roma, Teatro Quirino, 22 gennaio 1941
- Nuvolinaria, di Giovanni Mosca, regia di Alessandro Brissoni, Milano, Teatro Manzoni, 15 marzo 1941
- Il poeta fanatico, di Carlo Goldoni, regia di Orazio Costa, Venezia, Giardini della Biennale, 29 luglio 1941
- I masnadieri, di Friedrich Schiller, regia di Guido Salvini, Venezia, Giardini della Biennale, 31 luglio 1941
- La bella addormentata, di Rosso di San Secondo, regia di Corrado Pavolini, Milano, Teatro Odeon, 15 ottobre 1941
- Indemoniata, di Karl Schönherr, regia di Corrado Pavolini, Milano, Teatro Odeon, 21 ottobre 1941
- La presidentessa, di Maurice Hennequin e Pierre Veber, regia di Corrado Pavolini, Milano, Teatro Odeon, 29 ottobre 1941
- Il rifugio, di Dario Niccodemi, regia di Ettore Giannini, Roma, Teatro Eliseo, 12 gennaio 1943
- La professione della signora Warren, di George Bernard Shaw, regia di Ettore Giannini, 13 gennaio 1943
- Aurora, testo e regia di Guido Cantini, Roma, Teatro Eliseo, 3 febbraio 1943
- Turbamento, testo e regia di Guido Cantini, Roma, Teatro Eliseo, 7 febbraio 1943
- Sogno di una notte di mezza estate, di William Shakespeare, regia di Guido Salvini, Roma, Teatro Quirino, dicembre 1945
- Incantesimo, di Philip Barry, regia di Gerardo Guerrieri, Roma, Teatro delle Arti, 6 febbraio 1946
- La foresta pietrificata, di Robert E. Sherwood, regia di Alessandro Blasetti, Roma, Teatro delle Arti, 27 febbraio 1946
- Giorni senza fine, di Eugene O'Neill, regia di Orazio Costa, Roma, Teatro delle Arti, 1º ottobre 1946
- Lea Lebowitz, testo e regia di Alessandro Fersen, Milano, Teatro Nuovo, 10 maggio 1947
- Il mago dei prodigi, di Pedro Calderón de la Barca, regia di Giorgio Strehler, Piccolo Teatro di Milano, 8 luglio 1947
- I rusteghi, di Carlo Goldoni, regia di Renato Simoni, Venezia, Giardini della Biennale, 12 agosto 1947
- L'impresario delle Smirne, di Carlo Goldoni, regia di Renato Simoni, Venezia, Giardini della Biennale, 12 agosto 1947
- Angelica, di Leo Ferrero, regia di Lucio Chiavarelli, Roma, Teatro delle Arti, 26 gennaio 1948
- Riccardo II, di William Shakespeare, regia di Giorgio Strehler, Piccolo Teatro di Milano, 23 aprile 1948
- Sogno di una notte di mezza estate, di William Shakespeare, regia di Alessandro Brissoni, Trieste, Castello di San Giusto, 5 agosto 1948
- Edipo Re, di Sofocle, regia di Guido Salvini, Vicenza, Teatro Olimpico, 2 settembre 1948
- I giorni della vita, di William Saroyan, regia di Orazio Costa, Roma, Studio Eleonora Duse, 4 gennaio 1949
- Don Giovanni, di Molière, regia di Orazio Costa, Roma, Studio Eleonora Duse, 4 febbraio 1949
- La famiglia dell'antiquario, di Carlo Goldoni, regia di Orazio Costa, Roma, Teatro delle Arti, 26 marzo 1949
- La leggenda dell'assassino, di Tullio Pinelli, regia di Nino Meloni, Roma, Teatro delle Arti, 21 aprile 1949
- Oreste, di Vittorio Alfieri, regia di Orazio Costa, Asti, Teatro Comunale, 2 maggio 1949
- Mirra, di Vittorio Alfieri, regia di Orazio Costa, Asti, Teatro Comunale, 7 maggio 1949
- Lotta fino all'alba, di Ugo Betti, regia di Orazio Costa, Roma, Teatro delle Arti, 23 giugno 1949
- I capricci di Marianna, di Alfred De Musset, regia di Alessandro Brissoni, Capri, Giardini di Augusto, 18 agosto 1949
- Billy Budd, musica di Giorgio Federico Ghedini, Venezia, Teatro La Fenice, 8 settembre 1949
- Venezia salva, di Massimo Bontempelli, regia di Orazio Costa, Venezia, Teatro La Fenice, 24 settembre 1949
- La figlia obbediente, di Carlo Goldoni, regia di Gerardo Guerrieri, Venezia, Teatro La Fenice, 30 settembre 1949
- Edipo Re, di Sofocle, regia di Orazio Costa, Roma, Studio Eleonora Duse, 30 dicembre 1949
- Invito al castello, di Jean Anouilh, regia di Orazio Costa, Roma, Studio Eleonora Duse, 28 gennaio 1950
- Spiritismo nell'antica casa, di Ugo Betti, regia di Orazio Costa, Piccolo Teatro di Roma, 12 aprile 1950
- Le Baccanti, di Euripide, regia di Guido Salvini, Siracusa, Teatro Greco, 6 maggio 1950
- I Persiani, di Eschilo, regia di Guido Salvini, Siracusa, Teatro Greco, 7 maggio 1950
- Molto rumore per nulla, di William Shakespeare, regia di Alessandro Brissoni, Verona, Teatro Romano, 9 agosto 1950
- Romeo e Giulietta, di William Shakespeare, regia di Guido Salvini, Verona, Piazza dei Signori, 20 agosto 1950
- Il dramma di Margherita, dal Faust di Wolfgang Goethe, regia di Luigi Squarzina, Malcesine, 22 agosto 1950
- Sofonisba, di Gian Giorgio Trissino, regia di Giorgio Strehler, Vicenza, Teatro Olimpico, 8 settembre 1950
- Antigone, di Sofocle, regia di Guido Salvini, Vicenza, Teatro Olimpico, 15 settembre 1950
- Intermezzo, di Jean Giraudoux, regia di Mario Ferrero, Roma, Teatro delle Arti, 3 marzo 1951
- Yo, el Rey, di Bruno Cicognani, regia di Guido Salvini, Roma, Teatro Valle, 2 maggio 1951
- La figlia di Iorio, di Gabriele D'Annunzio, regia di Guido Salvini, Firenze, Teatro della Pergola, 2 giugno 1951
- La dodicesima notte, di William Shakespeare, regia di Giorgio Strehler, Milano, Cortile di Palazzo Grassi, 25 agosto 1951
- Elettra, di Sofocle, regia di Giorgio Strehler, Vicenza, Teatro Olimpico, 7 settembre 1951
- Sogno di una notte di mezza estate, di William Shakespeare, regia di Guido Salvini, Roma, Teatro Valle, 12 gennaio 1952
- Gorgonio, di Tullio Pinelli, regia di Alessandro Brissoni, Roma, Teatro Valle, 3 febbraio 1952
- Maria Stuarda, di Friedrich Schiller, regia di Guido Salvini, Roma, Teatro Valle, 12 aprile 1952
- Agamennone, di Eschilo, regia di Orazio Costa, Ostia, Teatro Romano, 3 settembre 1952
- Macbeth, di William Shakespeare, regia di Orazio Costa, Roma, Teatro delle Arti, 24 febbraio 1953
- La scimmia non salì sulla croce, di Benny Lai, regia di Lucio Chiavarelli, Roma, Teatro Valle, 1º aprile 1953
- L'ultima stanza, di Graham Greene, regia di Orazio Costa, Roma, Teatro Valle, 17 novembre 1953

- La guerra di Troia non si farà, di Jean Giraudoux, regia di Giacomo Colli, Roma, Teatro della Cometa, 2 dicembre 1961

## Filmografia

Crast nel film La voce del silenzio

- Avanti a lui tremava tutta Roma, regia di Carmine Gallone (1946)
- Amanti in fuga, regia di Giacomo Gentilomo (1946)
- L'ebreo errante, regia di Goffredo Alessandrini (1948)
- Antonio di Padova, regia di Pietro Francisci (1949)
- Il leone di Amalfi, regia di Pietro Francisci (1950)
- La voce del silenzio, regia di Georg Wilhelm Pabst (1953)
- Il figlio del corsaro rosso, regia di Primo Zeglio (1958)

## Prosa radiofonica Rai
- Il più forte, di Giuseppe Giacosa, regia di Alberto Casella, trasmessa il 15 novembre 1942.
- La tempesta, di William Shakespeare, regia di Guido Salvini, 6 dicembre 1942.
- L'ammiraglio dell'oceano e delle anime, di Rosso di San Secondo, regia di Alberto Casella, 7 dicembre 1942.
- Miracolo, di Nicola Manzari, regia di Anton Giulio Majano, 12 febbraio 1948
- Il canto di Eli, radiodramma di Anna Luisa Meneghini e Alberto Perrini, regia di Guglielmo Morandi, trasmessa 20 febbraio 1948.
- Il tallone di Achille, di Giovanni Gigliozzi, regia di Anton Giulio Majano, 25 giugno 1948.
- La torre sul pollaio, di Vittorio Calvino, regia di Anton Giulio Majano, 18 luglio 1949.
- Billy Budd, musica di Giorgio Federico Ghedini, 10 settembre 1949.
- Edipo re, di Sofocle, regia di Orazio Costa, 2 febbraio 1950. (replica)
- La sera del grande silenzio, radiodramma di Giovanni Battista Angioletti, regia di Guglielmo Morandi, trasmesso l'11 febbraio 1950.
- Yo, el Rey, di Bruno Cicognani, regia di Guido Salvini, 13 luglio 1951.
- Le smanie per la villeggiatura, di Carlo Goldoni, regia di Guglielmo Morandi, 3 luglio 1953.
- Le avventure della villeggiatura, di Carlo Goldoni, regia di Guglielmo Morandi, 7 agosto 1953.
- Il ritorno dalla villeggiatura, di Carlo Goldoni, regia di Guglielmo Morandi, 4 settembre 1953.
- La tana, di Franz Kafka, 17 febbraio 1954.
- Sogno di una notte di mezza estate, di William Shakespeare, regia di Guglielmo Morandi, 12 luglio 1954.
- La storia di Billy Budd, di Herman Melville, regia di Marco Visconti, 15 dicembre 1954.
- Ritratto di Lincoln, per voce recitante e orchestra, di Aaron Copland, 12 marzo 1955.
- Le convenienze teatrali, di Antonio Simon Sografi, regia di Pietro Masserano Taricco, 16 marzo 1955.
- Faust – Il patto, di Goethe, regia di Corrado Pavolini, 14 luglio 1955.
- Un mantello per Arlecchino, di Ettore Violani, regia di Giandomenico Giagni, 5 novembre 1955.
- Il ventaglio bianco, di Hugo von Hofmannsthal, regia di Corrado Pavolini, 10 aprile 1957.
- Giobbe, il vignaiolo, di René Morax, regia di Pietro Masserano Taricco, 15 aprile 1957.
- Il verbo, di Kaj Munk, regia di Pietro Masserano Taricco, 17 maggio 1957.
- Le troiane, di Euripide, regia di Guglielmo Morandi, 10 novembre 1957.
- I pastori, del Maestro di Wakefield, regia di Pietro Masserano Taricco, 17 gennaio 1958.
- La giustizia, di Giuseppe Dessì, regia di Giulio Pacuvio, 12 febbraio 1958.
- L'avvocato veneziano, di Carlo Goldoni, regia di Guglielmo Morandi, 24 giugno 1958.
- I trogloditi, di William Saroyan, regia di Pietro Masserano Taricco, 1 novembre 1958.
- La famiglia Cherry, di Robert Bolt, regia di Guglielmo Morandi, 27 gennaio 1959.
- Prometeo incatenato, di Eschilo, regia di Pietro Masserano Taricco, 11 febbraio 1959.
- Intorno a un vecchio gelso, di Angus Wilson, regia di Alessandro Fersen, 1 aprile 1959.
- Le docteur de verre, di Philippe Quinault, regia di Flaminio Bollini, 1 maggio 1959.
- Il pellegrino, di Lady Gregory, regia di Pietro Masserano Taricco, 3 ottobre 1959.
- L'equipaggio al completo, di Robert Mallet, regia di Giandomenico Giagni, 27 ottobre 1959.
- Una luce nella notte di Solferino, di Gerardo Guerrieri, regia di Giandomenico Giagni, 21 novembre 1959.
- Intercessione per Ismay, di Gian Francesco Luzi, regia di Marco Visconti, 5 gennaio 1960.
- Il Conte di Carmagnola, di Alessandro Manzoni, regia di Pietro Masserano Taricco, 26 aprile 1960.
- Il marescalco, di Pietro Aretino, regia di Giorgio Bandini, 11 maggio 1960.
- Il sottoquadro, di Marino Moretti, regia di Corrado Pavolini, 28 maggio 1960.
- La nuova città, testo e regia di Pietro Masserano Taricco, 11 giugno 1960.
- Piccoli borghesi, di Maksim Gor'kij, regia di Flaminio Bollini, 7 settembre 1960.
- Gli uomini nuovi, di Lev Tolstoj, regia di Pietro Masserano Taricco, 27 dicembre 1960.
- Processo Karamazov o La leggenda del Grande Inquisitore, di Diego Fabbri, regia di Ottavio Spadaro, 23 marzo 1961.
- Marija, di Isaak Babel', regia di Vittorio Sermonti, 8 novembre 1961.
- Li Mateu del grande Occidente, di Vladimiro Cajoli, regia di Giulio Pacuvio, 12 gennaio 1963.
- La storia dell'orfano Simone, di Ivan Cankar, regia di Dante Raiteri, 6 febbraio 1963.
- La doppia incostanza, di Pierre de Marivaux, regia di Luciano Mondolfo, 19 dicembre 1963.
- L'adulatore, di Carlo Goldoni, regia di Giorgio Pressburger, 24 luglio 1964.
- Euripide o della guerra, di Franz Werfel, regia di Giorgio Pressburger, 13 settembre 1965.
- I vegliardi, di Michel de Ghelderode, regia di Alessandro Fersen, 18 novembre 1966.
- Agamennone al bivio, di Giuseppe Cassieri, regia di Gastone Da Venezia, 15 maggio 1968.
- L’ostaggio, di Paul Claudel, regia di Orazio Costa, 6 gennaio 1969.
- Le nuvole, di Aristofane, regia di Giuseppe Di Martino, 23 ottobre 1969.
- Oreste, di Euripide, regia di Orazio Costa, 3 agosto 1970.
- Don Carlo Infante di Spagna, di Friedrich Schiller, regia di Giorgio Pressburger, 2 novembre 1970.
- Diario di un pazzo, di Nikolaj Gogol', regia di Gianni Pulone, 18 gennaio 1984.

## Televisione
- I fiordalisi d'oro, di Giovacchino Forzano, regia di Guglielmo Morandi, 22 agosto 1958.
- Antigone, di Sofocle, regia di Vittorio Cottafavi, 5 dicembre 1958.
- La famegia del santolo, di Giacinto Gallina, regia di Carlo Lodovici, 8 novembre 1960.
- Uomo in ogni stagione, di Robert Bolt, regia di Giuseppe Di Martino, 16 luglio 1962.
- Vita di Michelangelo, regia di Silverio Blasi, puntata del 18 dicembre 1964.
- Assassinio nella Cattedrale, di T. S. Eliot, regia di Orazio Costa Giovangigli, 8 aprile 1966.
- Abramo Lincoln - Cronaca di un delitto, regia di Daniele D'Anza, 3 puntate, dal 14 al 21 maggio 1967.